# Biloțerkivți, Bobrovîțea
Biloțerkivți (în ucraineană Білоцерківці) este o comună în raionul Bobrovîțea, regiunea Cernihiv, Ucraina, formată numai din satul de reședință.

## Demografie
Componența lingvistică a comunei Biloțerkivți
     Ucraineană (97,76%)
     Rusă (2,04%)
     Alte limbi (0,2%)
Conform recensământului din 2001, majoritatea populației comunei Biloțerkivți era vorbitoare de ucraineană (97,76%), existând în minoritate și vorbitori de rusă (2,04%).